# Bryx
Bryx es un género de pez de la familia Syngnathidae en el orden de los Syngnathiformes.

## Especies
Las especies de este género son:
- Bryx analicarens (Duncker, 1915)
- Bryx dunckeri (Metzelaar, 1919)
- Bryx randalli (Herald, 1965)
- Bryx veleronis Herald, 1940